# وجادة
الوجادة أن يجد حديثا أو كتابا بخط شخص بإسناده فله أن يرويه عنه على سبيل، ويقول: وجدت بخط فلان، حدثنا فلان ويسنده. والوجَّادة ليست من باب الرواية، وإنما هي حكاية عما وجده في كتاب، وأما العمل بها فمنع منه طائفة كثيرة من الفقهاء والمحدثين أو أكثرهم فيما حكاه بعضهم، ونقل عن الشافعي وطائفة من أصحابه جواز العمل بها.

## تعريف
الوجادة لغةً: مصدر وَجَدَ. يقال وجد مطلوبه، والشيء يجده وجودًا.
الوجادة اصطلاحًا: هي الوقوف على كتابٍ بخط محدِّثٍ مشهور، يُعرف خطه، ويصححه، وإن لم يلقه أو يسمع منه.
قال شمس الدين السخاوي: الوجادة هي ما يجده بخط شخصٍ عاصره أو لم يعاصره.
تعريف ابن صلاح: الوجادة هي أن يقف على كتاب شخصٍ فيه أحاديث يرويها بخطه، ولم يلقه، أو لقيه ولم يسمع منه ذلك الذي وجده بخطه، ولا له منه إجازة، ولا نحوه.

## صور الوجادة
1- عثور الواجد على كتابٍ له:
وهو عثور الواجد على أحد كتاباته لكنه لا يتذكر أنه كتبها أو سمعها.
2- عثور الواجد على كتابٍ يضمن أحاديث من مروياته:
وهو عثور الواجد على كتابٍ يجد فيه ما رواه من أحاديث، لكن مكتوبةً بخط غيره.
3- عثور الواجد على كتابٍ مجازٌ هو به:
أي عثور الواجد على كتابٍ ينطوي على أحاديث لراوٍ يعرفه ويعرف خطه حق المعرفة، وسبق أن أجاز الراوي لذلك الواجد رواية كتبه كلها، أو إجاز له رواية بعضٍ من كتاباته، بما فيها الكتاب الذي وجده.
ومن الأمثلة على ذلك عبد الله ابن الإمام أحمد بن حنبل.
4- عثور الواجد على كتابٍ ليس له وغير مجازٍ به:
ولها 3 أنواع:
- أن يعثر الواجد على كتاب فيه أحاديث للراوي، ويثق بأن هذا الخط هو خطه.
- أن يعثر الواجد على كتاب فيه أحاديث للراوي، ويثق بأن الكتاب لذلك الشخص، لكنَّ الخط ليس خطه.[8]

واشترط العلماء لقبول هذه الكتب أمانها من التدليس أو التزوير أو التغيير، وقبول صحتها.
- أن يعثر الواجد على كتاب فيه أحاديث لمصنِفٍ ما، ولم يتيقن أن الكتاب لذلك المصنِّف، وأن الخط خطه:

وهنا لا يجوز رواية الكتاب أو نسبته لأحد.

## طرق القبول بالوجادة
1- تصريح صاحب الكتاب نفسه بأن هذا خطه.
2- رؤية الواجد للمصنِّف وهو يكتب الكتاب.
3- سماع الواجد من المصنِّف أنه كتب ذلك الكتاب.
4- أن يكون مصنف الكتاب الذي وجده الواجد هو أبوه أو جده.
5- النظر في ترجمة المصنِّف، والتأكد من وجود هذا المصنف بين مصنفاته.
6- مقارنة أسانيد المصنِّف في ذلك الكتاب، مع أسانيد شيوخه وتلاميذه.
7- مقارنة الأحاديث الموجودة في الكتاب الموجود، مع ما رواه المصنف في كتب العلماء الآخرين.
8- دراسة المصنف: وذلك بمعرفة تخصص المصنف واهتماماته ومقارنتها بالأحاديث الموجودة في الكتاب الموجود.
9- التأكد من سلامة الكتاب من التحريف والتزوير. وذلك بمقارنته مع كتابٍ آخر.

## تسمية الوجادة رواية
اعترض معظم العلماء على تسمية الوجادة رواية.
- قال ابن صلاح بتسميتها «نقلًا». واعترض ابن كثير على تسميتها رواية، فقال: (والوجادة ليست من باب الرواية).
- وكذلك فعل محمد أحمد شاكر (من المحدثين).
لكن تسمى أحيانًا رواية، ليس من مبدأ الاصطلاح، إنما من مبدأ ما جاء في الكتاب الموجود في الروايات. فتصنف أحاديث الكتاب (إن ثبت صحته) روايات، بينما ما دون ذلك وجادة.

## لفظ الوجادة
1- من غير إجازة: فعليه أن يقول بما يوحي بالوجادة، كأن يقول «وجدت بخط فلان» أو «وجدت بقول فلان» ولا يصح له أن يقول «حدثنا فلان» أو ما شابه ذلك.
2- أن يكون مجازًا من قبل مؤلف المصنف: أجاز السخاوي استعمال صيغ الحديث والنقل في حال كان الواجد مجازًا. فيمكنه أن يقول «أخبرنا» أو «حدثنا». 
وخالفه في ذلك ابن صلاح.
3- في حال لم يكن على ثقةً تامة من الخط أو صاحبه: فحينها وحسب ابن جماعة يقول «بلغني» أو «وجدت عن فلانٍ» أو يقول «قرأت في كتابٍ أظنه خط فلان» ولا يصح له أن يقول «قال فلان» ولا «حدثنا فلان».

## حكم الرواية بالوجادة
اختلف العلماء في حكم الرواية بالوجادة، ورجح معظمهم جوازها، باستثناء حالة عدم التيقن من مؤلف المصنف أو من أن شابه تزوير، فتلك اتفقوا على عدم جوازها.

### القول بالجواز
أ- هنالك عدد من العلماء أجاز الرواية بالوجادة، ومنهم ومما يدل على قبولهم:
- حديث رواه البخاري عن أبي هريرة  أن النبي ﷺ قال: ((لا يزني الزاني حين يزني وهو مؤمن...)). وقد كُتب على هامش الصفحة الأيمن، قال الفربري: وجدته بخط أبي جعفر. 
والفربري أحد رواة صحيح البخاري، وأبو جعفر ورَّاق البخاري. وقد أثبت هذا الدكتور مصطفى البغا بعد رواية الحديث. كما علق عليه ابن حجر العسقلاني.
- ونقل القاضي عياض عن البخاري أنَّه قال: (اعلم أنَّ الرجل لا يصير محدثًا كاملًا في حديثًا إلا بعد أن... أن يكتب عمن هو فوقه وعمن هو مثله وعمن هو دونه، وعن كتاب أبيه، يتيقن أنه بخط أبيه دون غيره).
- بينما قال الغزالي: (والمختار أنه إذا تبين صحة النسخ عند إمامٍ صح التعويل عليه في العمل والنقل). أما مجرد رؤية الخط وعدم التيقن من صاحبه أو نسبته إليه فلا يجوز أن يروي عنه.
- ونقل السيوطي عن الكيا الطبري قوله: (من وجد حديثًا في كتابٍ صحيح، جاز له أن يرويه ويحتج به).
- قال الصنعاني: (إن تيقن سماعه تفصيلًا لكتابٍ عن شيخ، فلا كلام في جواز الرواية عن ذلك الشيخ).
ب- أدلة القائلين بالجواز:
1- أنَّ رسول الله ﷺ كان يرسل صُحفًا إلى البلدان المتفرقة فيها كلامه وأوامره.
2- القياس على السماع: قالوا إذا كان جواز الرواية على السماع سببه التيقن من أنَّ من لفظ الحديث هو شيخه، فإنَّ الرواية بالوجادة صحيحة بعد تيقن الواجد أنَّ الحديث في الكتاب من المصنف، جازت روايته.

### القول بعدم الجواز
أ- القائلون بعدم الجواز مع أدلة ذلك:
- من القائلين بعدم الجواز ابن أبي شيبة: قال حدثنا وكيع عن ابن عون عن ابن سيرين قال: قلتُ لعبيدة، وجدت كتابًا، اقرأه؟ قال: لا.
- وقال الخطيب البغدادي: قد كره الرواية عن الصحف غير المسموعة من واحدٍ من السلف.
- وذُكر عن عمر بن الخطاب وابن سيرين ووكيع بن الجراح روايات تدل على منع الوجادة.
- وقال السخاوي: الرواية بالوجادة لم يجوزها أحدٌ من الأئمة إلا ما روي عن البخاري في حكاية قال فيها: (وعن كتابٍ إليه يتيقن أنه بخط أبيه دون غيره).
ب- أما أدلتهم فهي:
احتجاجهم بأنَّ الوجادة فيها نوعًا من الانقطاع، فشببها بعضهم بالحديث المرسل وبعضهم بالمعلق وبعضهم بالمنقطع. فقالوا بعد جواز روايتها على سبيل الاتصال. ا

## العمل بالوجادة
اختلاف الآراء في العمل بالوجادة أقل منه في اختلافها في الرواية، فأكثرهم كان على جواز العمل.

### الجواز
ممن أجازه الشافعي والغزالي وهراسي وابن صلاح والنووي وابن جماعة والأسنوي والعراقي وابن النجار، وغيرهم.
أما الأدلة:
1- ما صححه الصنعاني والألباني من حديث النبي ﷺ أنه قال: ((أي الخلق أعجب إليكم إيمانًا؟ قالوا: الملائكة. قال: وكيف لا يؤمنون وهم عند ربهم. وذكروا الأنبياء. قال: وكيف لا يؤمنون والوحي ينزل عليهم. قالوا فنحن. قال: وكيف لا تؤمنون وأنا بين أظهركم. قالوا: فمن يا رسول الله؟ قال: قوم يأتون بعدكم يجدون صحفًا يؤمنون بها)). 
وأُخذ من ذلك الحديث حسنة من عمل بالكتب المتقدمة بمجرد الوجادة.
2- إجماع الصحابة: وهو إجماعهم على العمل بالكتب التي لم يسمعونها من رسول الله ﷺ.
3- القياس على قاعدة «الضرورات تبيح المحظورات» ويعود سبب هذا، لألا يتوقف العمل بالأحاديث النبوية في القرون المتقدمة، والتي يتوقف فيها الإسناد بعد تدوين الكتب.
قال ابن صلاح: «فإنه لو توقف العمل فيها على الرواية لانسد باب العمل بالمنقول لتعذر شرط الرواية فيها».

### عدم الجواز
لا يرى الجواز بالعمل بها معظم فقهاء المالكية ومحققيهم.
وأدلتهم على ذلك:
الانقطاع، وأنه لا يجوز روايتها على سبيل الاتصال. مستدلين بذلك على عدم جواز العمل بالأحاديث المرسلة.

## الوجادة في الصحيحين
أحاديث الوجادة مذكورة في عدد من كتب الحديث، ونقل عبد الله بن أحمد بن حنبل عن أبيه عددًا من الأحاديث بطريق الوجادة، وقد ذُكر في المقال أحاديث نُقلت بنفس الطريق، وقد ذكر الإمام مسلم 3 أحاديث صحيح نُقلت بالوجادة، وجميعها عن طريق أبو بكر بن أبي شيبة. وهي:
1- حدثنا أبو كريب محمد بن العلاء حدثنا أبو أسامة وحدثنا أبو بكر بن أبي شيبة قال: وجدت في كتابي عن أبي أسامة عن هشام عن أبيه عن عائشة قالت: (تزوجني رسول الله لست سنين، وبنى بي وأنا بنت تسع سنين...).
2- حدثنا أبو بكر بن أبي شيبة قال: وجدت في كتابي عن أبي أسامة، حدثنا هشام وحدثنا أبو كريب محمد بن العلاء حدثنا أبو أسامة عن هشام عن أبيه عن عائشة قالت: قال لي رسول الله ﷺ: ((إني لأعلم إذا كنت عني راضية وإذا كنت عني غضبى...)).
3- حدثنا أبو بكر بن أبي شيبة قال: وجدت في كتابي عن أبي أسامة عن هشام عن أبيه عن عائشة قالت: إن كان رسول الله ليتفقد يقول: ((أين أنا اليوم، أين أنا غدًا)).